# C-Klasse (1912)
Die im Sommer 1912 gebildete C-Klasse der Royal Navy umfasste die Boote mit drei Schornsteinen von den 74 Torpedobootszerstörern der von 1897 bis 1904 gelieferten „30-knotter“-Klasse und entsprechenden „Specials“.
Die Vier-Schornsteiner kamen in die neugebildete B-Klasse, die Zwei-Schornsteiner in die D-Klasse.
Von den 40 gebauten Booten waren 1912 noch 36 vorhanden. Das Versuchsboot für Turbinenantrieb Viper war schon 1901 verloren gegangen. 1904 sank dann noch die Chamois vor Griechenland, 1908 die Tiger nach Kollision mit dem Panzerkreuzer Berwick und 1909 lief die Lee an der Westküste Irland auf und ging verloren. 1914 sollten die zwei noch in Ostasien eingesetzten Boote zum Abbruch verkauft werden, was wegen des Kriegsausbruchs vorerst unterblieb.
Im Ersten Weltkrieg gingen sieben Zerstörer der C-Klasse verloren. Die verbliebenen Boote wurden zwischen 1916 und 1921 verschrottet.

## Baugeschichte
Die Gemeinsamkeit der Boote bestand in der Grundauslegung, wie dem „turtleback“-Vorschiff, der angestrebten Höchstgeschwindigkeit, den drei Schornsteinen und der Bewaffnung. Die meisten Drei-Schornstein-Boote wurden mit je acht von den Werften Palmers in Jarrow am Tyne und J.& G. Thomson, später John Brown in Clydebank geliefert. Weitere sieben kamen von Hawthorn Leslie in Hebburn am Tyne, wobei allerdings bei den beiden Versuchsbooten mit Turbinenantrieb (Viper, Velox) die Parsons Marine Steam Turbine Company im nahen Wallsend der Auftragnehmer war und die Werft nur die Rümpfe lieferte. Sechs Boote entstanden bei der Werft Fairfield in Govan, fünf bei Vickers in Barrow, drei bei Doxford in Sunderland, zwei bei Earle's Shipbuilding in Hull und ein Boot bei John I. Thornycroft im Londoner Stadtteil Chiswick mit dem Versuchsboot HMS Albatross für einen 33 kn-Zerstörer. Thornycroft lieferte neben diesem Boot zehn Zwei-Schornstein-„30 knotter“, die 1912 die D-Klasse bildeten, Palmers anschließend an die genannten Boote noch sieben Vier-Schornsteiner, Brown einer Versuchs-Vier-Schornstein-„33 knotter“ und Earle einen Vier-Schornstein-„30 knotter“.

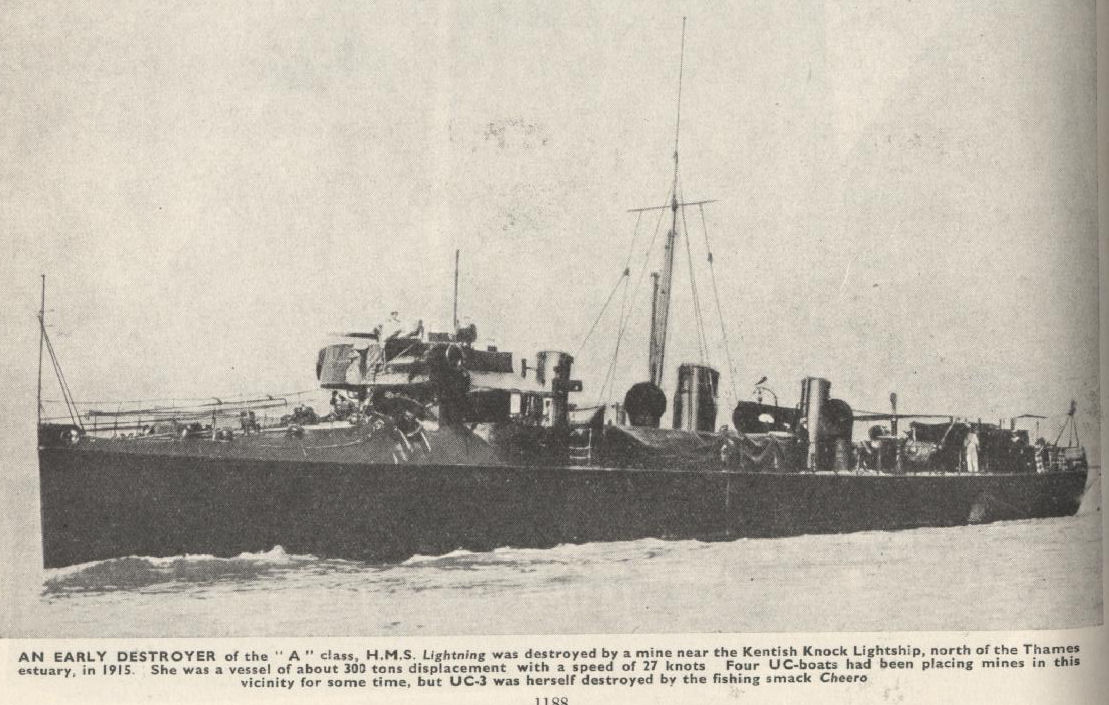
HMS Lightning, einer der ersten 27 kn-Zerstörer von Palmers

Die ersten Boote wurden schon im Oktober 1895 bei J.& G. Thomson in Clydebank begonnen und im Folgejahr begannen auch die anderen Werften mit dem Bau ihrer ersten Boote. 1896 liefen auch die ersten 10 Boote vom Stapel und 1897 wurden die ersten drei Boote von Palmers an die Royal Navy abgeliefert. Palmers hatte für die Navy schon Schlachtschiffe und Kreuzer gebaut und mit drei Booten vom Typ Janus auch „27-knotter“-Torpedobootszerstörer geliefert, die als äußerst seetüchtig galten. Die Werft in Jarrow lieferte zwischen Juni 1897 und April 1899 acht 1895 und 1896 bestellte Boote aus, denen noch sieben Vier-Schornsteiner folgten.
Nicht alle Werften waren gleich erfolgreich. Die Boote einiger Werften hatten Schwierigkeiten, die geforderte Höchstgeschwindigkeit zu erreichen. So musste Thomson seine Boote modifizieren und die Ablieferung der zuerst begonnenen Boote verzögerte sich bis zum Juli 1900. Bis März 1902 waren alle Standardboote im Dienst, die sich in Größe und Länge kaum unterschieden. Nur der gescheiterte Versuch von Thornycroft mit der Albatross einen 33 Knoten schnellen Zerstörer zu bauen, war mit 227 Fuß (69,4 m) wesentlich länger und verdrängte auch mehr. Die 7500 PS Maschine ermöglichte allerdings nur 31,5 kn. Auch das zweite Turbinenboot der Klasse, die erst im April 1901 begonnene Velox, war etwas größer und wurde erst im Februar 1904 abgeliefert.

## Einsatzgeschichte
Der erste große öffentliche Auftritt der neuen Boote fand am 26. Juni 1897 statt, als die von Palmer fertiggestellte Whiting neben den ersten von Laird fertiggestellten Vierschornstein-„30-knottern“ Quail, Sparrowhawk, Trasher und Virago sowie die Thornycroft Zweischornstein-„30-knottern“ Desperate, Fame und Foam an der Flottenparade zu Ehren des Diamantenen Thronjubiläums der britischen Königin Victoria auf dem Spithead teilnahm.

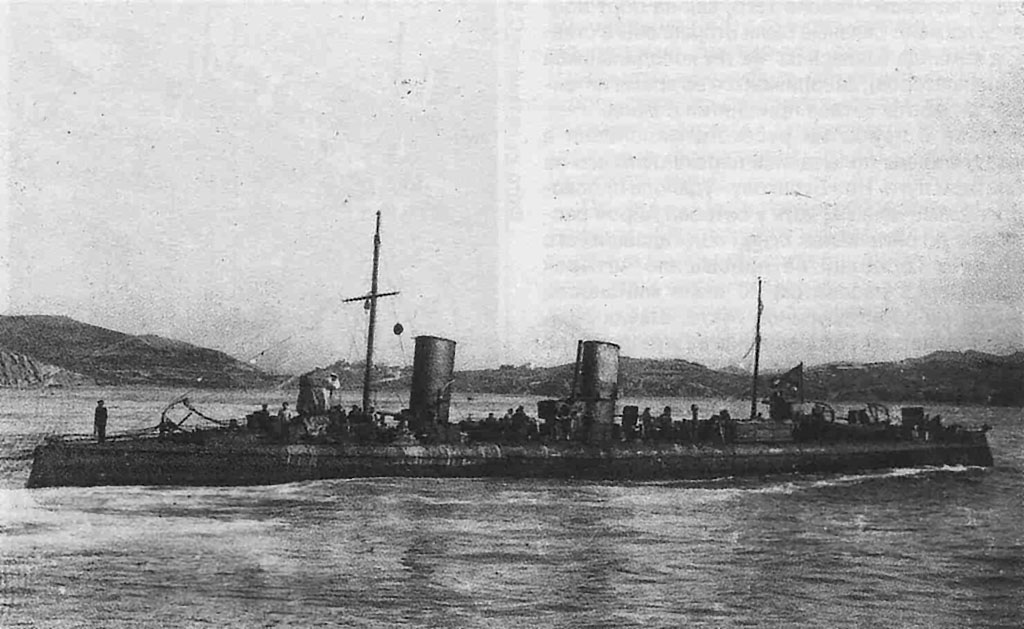
Die russische Taku ex Hai Hola

Anschließend verlegte die als erster Dreischornsteiner fertiggestellte Whiting zusammen mit dem Thornycroft-Boot Fame auf die China Station, wo beide Boote bis zum Ende ihrer Dienstzeiten verblieben. Diese beiden Boote führten dann auch einen der ersten kriegerischen Einsätze durch, als sie während des Boxer-Aufstands in China am 17. Juni 1900 während des Angriffs auf die Taku-Forts vier chinesische Schichau-Zerstörer besetzten, die später unter den Interventionskräften verteilt wurden, so dass es zeitweise in der britischen, französischen, russischen und deutschen Marine einen Zerstörer mit dem Namen Taku gab. Die ehemalige Hai Lung wurde HMS Taku. Für ihren Einsatz vor Taku wurden die Boote mit der Battle Honour „China 1900“ ausgezeichnet. Mit den Verstärkungen für die China Station ging die gerade von Vickers fertiggestellte Otter 1900 auch nach China und verblieb dann dort bis zum Ende ihrer Dienstzeit Während der Revolution in China 1911 lag die Whiting auf dem Jangtse unter anderem vor Nanking und Hankow.
Die ersten Verluste der Klasse traten 1901 ein, als die beiden Versuchsboote für Turbinenantrieb, Viper und Cobra, innerhalb weniger Wochen verloren gingen.
Die nach und nach von den verschiedenen Werften abgelieferten Dreischornstein-Boote dienten in den britischen Zerstörerflottillen in der Heimat. Die Mehrzahl der Boote wurde nie im Ausland eingesetzt, eine größere Zahl der 30-knotter war allerdings im Mittelmeer stationiert. So wurde 1900 die gerade von Thornycroft fertiggestellte Albatross ins Mittelmeer verlegt, kehrte aber schon im folgenden Sommer wegen Problemen mit der Antriebsanlage wieder in die Heimat zurück. Nach deren Behebung kehrte sie 1902 wieder zur Mittelmeerflotte zurück und verblieb dort bis 1913. 1901/1902 verlegten auch die Palmer-Boote Bat, Flying Fish, Chamois, Crane und Fawn dorthin, um mehrere Jahre dort zu verbleiben.

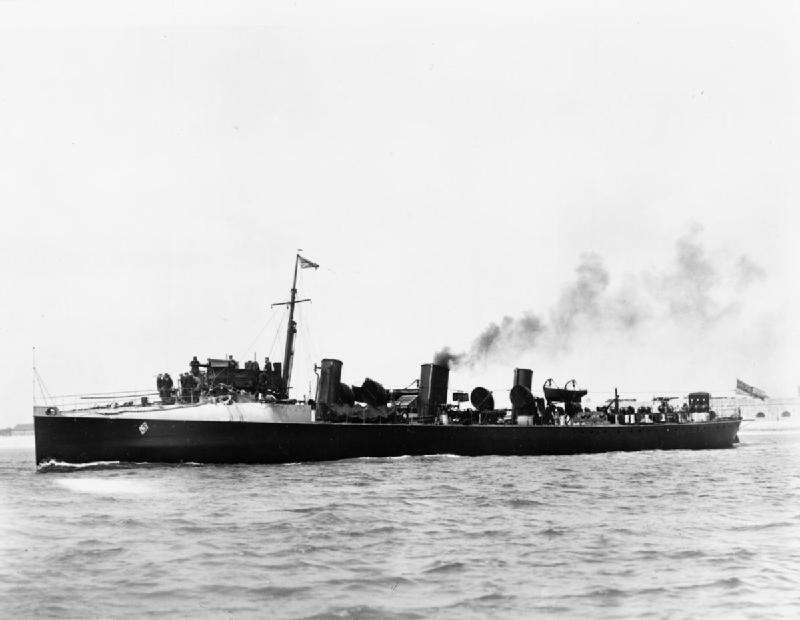
HMS Chamois

Die Chamois ging während ihres Mittelmeereinsatzes am 26. September 1904 verloren, als sie auf einer Hochgeschwindigkeitsfahrt im Golf von Patras ein Propellerblatt verlor und die Welle dadurch nicht ausbalanciert mit hoher Geschwindigkeit weiter drehte und starke Vibrationen auslöste, die ihre Lager abriss und ein großes Leck im Rumpf verursachte. Das Boot sank nahe der Küste, die Besatzung konnte vollständig gerettet werden.

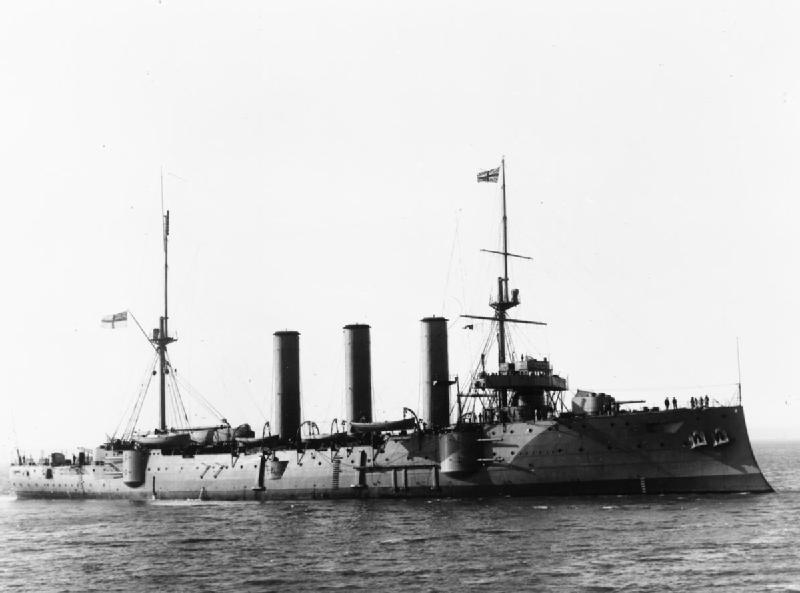
HMS Berwick

Am 2. April 1908 ereignete sich der nächste schwere Unfall eines Dreischornsteiners, als die seit ihrer Indienststellung 1901 bei der Portsmouth Flotilla der Home Fleet eingesetzte Tiger an einer Übung der Flotte im Kanal teilnahm. Das in Clydebank gebaute Boot gehörte zu den angreifende Torpedoboote darstellenden Booten, als sie am frühen Abend 20 Meilen südlich der Isle of Wight direkt vor den Bug des Panzerkreuzers Berwick lief. Der Kreuzer zerschnitt den kleinen Zerstörer, dessen Bugsektion sofort sank. Von der noch eine Weile schwimmenden Hecksektion wurden noch 22 Mann geborgen. Der Kommandant und 27 weitere Besatzungsangehörige konnten nicht gerettet werden.
Vor dem Ersten Weltkrieg und vor der Einführung der C-Klasse ging dann noch am 5. Oktober 1909 die von Doxford gebaute Lee verloren. Das Boot lief an der Westküste Irlands vor der Blacksod Bay auf. Der Besatzung konnte weitgehend gerettet werden.
Im Sommer 1912 klassifizierte die Royal Navy ihre Zerstörer neu in mit Buchstaben gekennzeichnete Klassen. Die 74 Torpedobootszerstörer der von 1897 bis 1904 gelieferten „30-knotter“-Klasse und in dieser Zeit gebaute „Specials“ einiger Werften wurden in drei Klassen nach Anzahl ihrer Schornsteine eingeteilt. Die C-Klasse der Royal Navy umfasste die ursprünglich 40 Boote mit drei Schornsteinen, von denen noch 36 vorhanden waren.
Die Vier-Schornsteiner kamen in die neugebildete B-, die Zwei-Schornsteiner in die D-Klasse.

### Kriegseinsatz

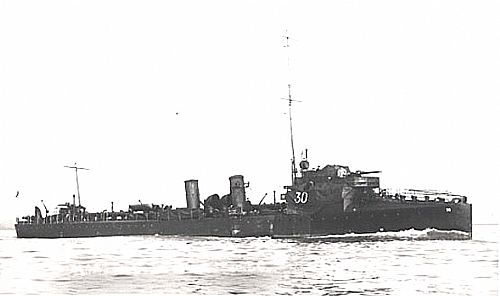
HMS T.B. 30 der Cricket-Klasse

Zu Beginn des Ersten Weltkriegs 1914 waren die Boote der Klasse mit nachgeordneten Aufgaben betraut oder befanden sich in der Reserve. Ab der Testmobilisierung im Juli 1914 befanden sich die Boote in ihren Einsatzhäfen und waren den Einheiten zugeteilt, die die britischen Küsten überwachen sollten. Hauptnutzer der Boote waren vier Einheiten: die 6., 7. und 8. Zerstörerflottille, die in der Nordsee und am Kanal Geleitdienste leisteten und die Küsten überwachten, sowie die Nore Local Defence Flotilla in der Themsemündung. Daneben gab es noch kleinere Einheiten mit mehr lokalen Aufgaben.

#### 6. Zerstörerflottille
Die 6. Zerstörerflottille in Dover bestand bei Kriegsbeginn aus drei Scout-Kreuzern, 11 Zerstörern der Tribal-Klasse und 12 „30-knottern“, von denen neun (die Fairfield-Boote Leven, Falcon und Gipsy, die Palmer-Boote Crane, Fawn und Flirt sowie die Hawthorn-Boote Mermaid, Racehorse und Greyhound) zur C- und drei zur B-Klasse gehörten. Alle neun C-Boote wurden mit der Battle Honour Belgian Coast ausgezeichnet. Die 6. Flottille sollte vor allem deutsche Einheiten am Eindringen in den Kanal hindern.
Die Falcon geriet zusammen mit der Syren der B-Klasse auf einer Suchfahrt nach deutschen U-Booten am 28. Oktober 1914 vor der belgischen Küste unter Beschuss einer deutschen Landbatterie in Westende. Sie wurde von einer 21-cm-Granate getroffen, die acht Mann (darunter den Kommandanten) tötete, konnte aber nach Dünkirchen eingebracht und wieder repariert werden.
In der Nacht vom 26. auf den 27. Oktober 1916 griff die Kaiserliche Marine mit ihren inzwischen auf fünf Halbflottillen verstärkten Torpedobooten des Marinekorps Flandern die Sicherungseinheiten der Briten an der Dover-Sperre an. Als deren vorderste Wachlinie am U-Boot-Abwehrnetz unter Feuer der deutschen Einheiten geriet, griff die Flirt als einziger bereits in See befindlicher Zerstörer ein und wurde von den Deutschen versenkt. Auf dem alten Zerstörer starben 58 Mann. Lediglich die neun Mann eines Bootes, das einem angeschossenen Wachschiff zur Unterstützung gesandt worden war, überlebten. Der Verlust der Flirt war der dritte Verlust eines Zerstörers der C-Klasse und der mit der höchsten Opferzahl. Der deutsche Torpedobootsvorstoß und das sich nach der Versenkung der Flirt entwickelnde Seegefecht wird von britischer Seite als „1st Battle of Dover Strait“ bezeichnet.
Am 24. November 1917 lief das deutsche U-Boot U 48 bei den Goodwin Sands auf und wurde von britischen Wachfahrzeugen unter der Gipsy entdeckt. Das folgende Gefecht endete mit der Selbstversenkung der U-Boots auf der Position 51°11’N 01°31’E; 17 Überlebende wurden von den Briten gerettet.
Am 26. Januar 1918 entdeckte die Leven auf einer Kurierfahrt zwischen Dover und Dünkirchen das Sehrohr eines U-Boots, das auf der Position 51°03’N 01°46’E mit Wasserbomben angegriffen wurde. Ein Seemann konnte aus der See geborgen werden, der das versenkte U-Boot als UB 35 identifizierte, bevor er auf der Leven starb. Am 1. April 1918 verlor die 6. Flottille dann noch den Zerstörer Falcon durch Kollision mit einem Trawler der Royal Navy. (5. Verlust eines Bootes der C-Klasse im Weltkrieg)
Beim Kriegsende verfügte die 6. Zerstörerflottille über sieben Flottillenführer und mehr als 30 zum Teil moderne Zerstörer; von der C-Klasse waren nur noch die Leven, die Gipsy, die Racehorse und seit Mai 1918 die Violet verblieben.

#### 7. Zerstörerflottille
Die 7. Zerstörerflottille in Devonport verfügte anfangs über 21 alte Zerstörer sowie zwölf Torpedoboote der Cricket-Klasse. Neun der Zerstörer gehörten 1914 zur C-Klasse mit den bei Earle gebauten Bullfinch und Dove, der Sylvia und Violet von Doxford, den Vickers-Booten Avon, Leopard und Vixen, der von John Brown angekauften Thorn und dem von Thornycroft gebauten Einzelboot Albatross. Im September verlegte die Flottille zum Humber, wo sie bis zum Kriegsende verblieb.

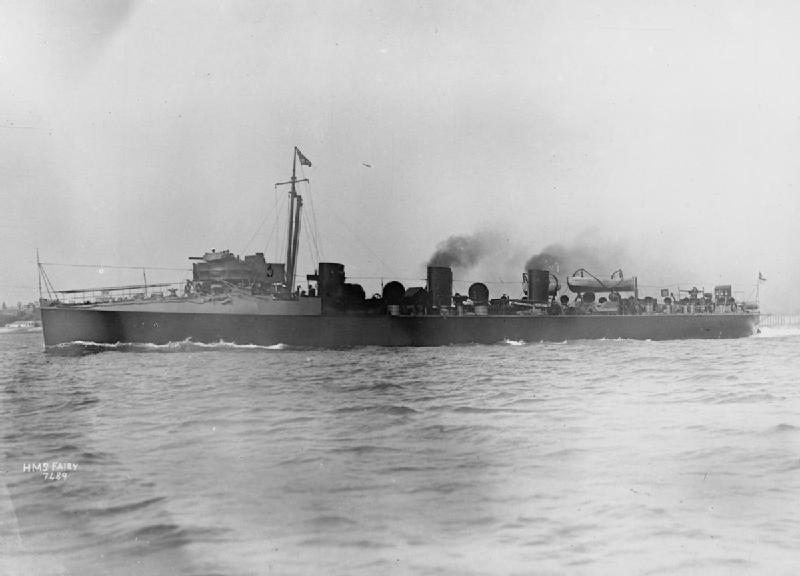
HMS Fairy, der letzte Kriegsverlust der Klasse

Im Dienst der 7. Zerstörerflottille ging von den Zerstörern der C-Klasse die bei Fairfield gebaute Fairy am 31. Mai 1918 auf der Position 53°57’N 00°09’W verloren. Das seit Juli 1917 bei der Flottille eingesetzte Boot sicherte einen Geleitzug nördlich des Humber, der von dem deutschen U-Boot UC 75 angegriffen wurde. Das schon von einem Frachter gerammte U-Boot musste mitten im Konvoi auftauchten und versuchte seinen Angriff fortzusetzen, als es von der Fairy erneut gerammt und versenkt wurde. Zwei Mann des U-Bootes konnten sich auf das Vorschiff der Fairy retten. Der alte Zerstörer war allerdings durch den Rammstoß schwer beschädigt und sank auch. Seine Besatzung konnte abgeborgen werden. Es war der letzte Verlust eines Bootes der C-Klasse.
Am 29. September 1918 versenkte die Star zusammen mit der Ouse der River-Klasse mit Wasserbomben das deutsche U-Boot UB 115 vor Sunderland etwas nordöstlich des Beacon Point bei Newton-by-the-Sea, das mit 39 Mann sank. Die zuletzt „East Coast Forces“ genannte Flottille verfügte über 26 Zerstörer, darunter mit Bat, Bullfinch, Crane, Fawn, Flying Fish, Greyhound*, Leopard, Mermaid, Star und Sylvia weiterhin über 10 Boote der C-Klasse.

#### 8. Zerstörerflottille

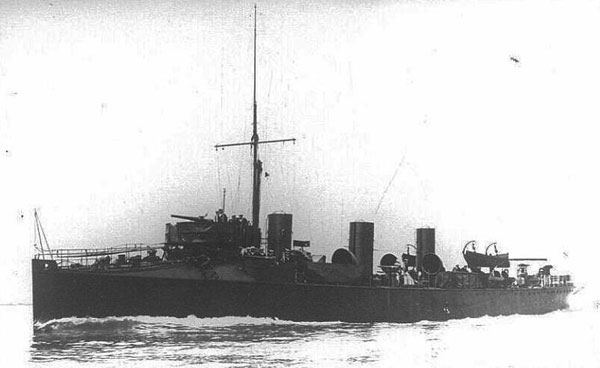
Die 1917 verlorengegangene HMS Cheerful

Die 8. Zerstörerflottille in Chatham begann den Kriegseinsatz mit dreizehn alten Zerstörern der „B“-, „D“- und der „C“-Klasse (8 Boote Star*, Bat* und Flying Fish* von Palmers, Cheerful von Hawthorn, Fairy*, Osprey und Ostrich von Fairfield und nach Kriegsbeginn auch Vigilant von J. Brown) und zwölf Torpedobooten der Cricket-Klasse. Schon im Herbst 1914 verlegte die Flottille nach Schottland und sicherte auch die Liegeplätze der Einheiten der Grand Fleet.
Im Einsatz bei der 8. Flottille ging am 30. Juni 1917 vor den Shetlandinseln die Cheerful auf der Position 60°02’N 01°07’W verloren, als sie auf eine von dem deutschen U-Boot UC 33 gelegte Mine lief. Beim Untergang des vierten Zerstörers der C-Klasse im Weltkrieg starben 44 Mann der Besatzung.
Als die 8. Zerstörerflottille im März 1918 aufgelöst wurde, war kein Boot der C-Klasse mehr vorhanden; die Flottille hatte nur noch zwei alte Zerstörer und zehn Boote der Cricket-Klasse.

#### Nore Local Defence Flotilla

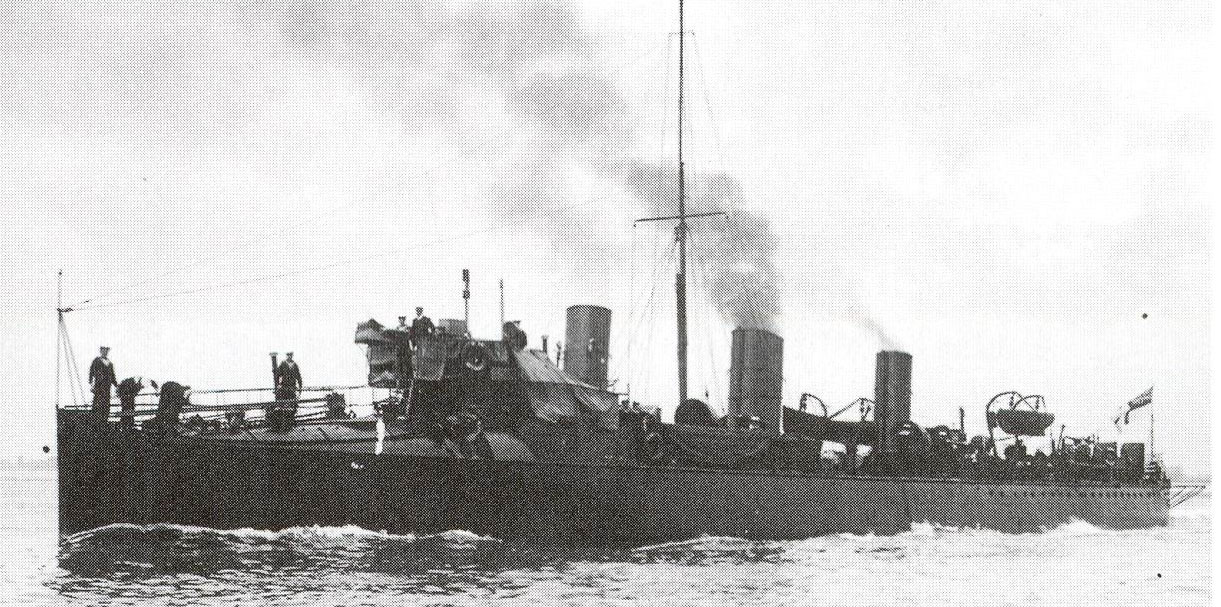
HMS Recruit, der erste durch ein U-Boot versenkte britische Zerstörer

Eine große Einheit zur Sicherung der Themsemündung war die „Nore Local Defence Flotilla“ mit elf alten Zerstörern und zwölf Torpedobooten Cricket-Klasse sowie acht älteren Torpedobooten. Vier der Zerstörer gehörten zur C-Klasse mit Brazen, Electra, Kestrel und Recruit.
Am 1. Mai 1915 versenkte als erstes deutsches U-Boot UB 6 von der neugebildeten U-Flottille Flandern einen britischen Zerstörer mit der Recruit. Die Recruit befand sich auf einer Kontrollfahrt mit dem Schwesterboot Brazen in der südlichen Nordsee 30 sm südwestlich des Feuerschiffs Galloper vor der Themsemündung. Der Zerstörer brach nach dem Torpedotreffer in zwei Stücke. Auf ihr starben 39 Mann, 26 Schiffbrüchige konnten gerettet werden.
Bei Kriegsende verfügte die „Nore Local Defence Flotilla“ über dreizehn Torpedoboote, ein Kanonenboot, sieben Wohnschiffe und noch sechs alte Zerstörer, darunter die Electra und Vixen der C-Klasse. Zu dieser Flottille zählten auch die in Lowestoft stationierten Albatross und Ostrich.

#### Weitere Kriegsverluste und Einsätze

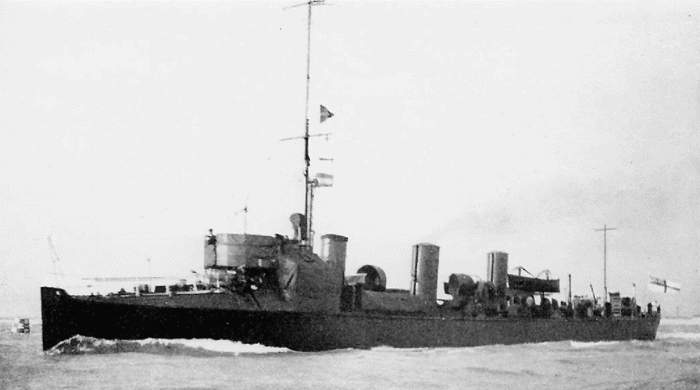
Die HMS Velox, der 3. britische Turbinenzerstörer

Die Velox, der dritte britische Zerstörer mit Turbinenantrieb, war bei der „Portsmouth Local Defence Flotilla“ im Einsatz. Am 25. Oktober lief das Boot beim Feuerschiff Nab am Eingang des Solent auf eine vom U-Boot UC 5 unter Herbert Pustkuchen gelegte Mine und sank auf der Position 50°41’N 01°20’W, wobei nur 4 Mann der Besatzung ums Leben kamen.
Die „Devonport Local Defence Flotilla“ im Westen verfügte bei Kriegsbeginn über acht ältere Torpedoboote und vier Torpedobootszerstörer, darunter die Roebuck und Bittern der C-Klasse. Die bei Hawthorn gebaute Roebuck blieb dort als Ausbildungsboot für Kadetten bis zum Kriegsende mit den noch älteren Zerstörern Opossum und Sunfish der A-Klasse.
Die in Barrow gebaute Bittern wurde am 4. April 1918 vom Dampfer Kenilworth vor der Isle of Portland bei Nebel überrannt und sank mit der gesamten Besatzung.
Die mit neueren Zerstörern ausgerüstete 2. Flottille in Londonderry verfügte bei Kriegsende auch über vier alte Torpedobootszerstörer, darunter die Osprey und Thorn der C-Klasse.
Die Mitte des Krieges aufgestellte Irish Sea Hunting Flotilla war mit elf alten Zerstörern die größte Einheit mit diesem Typ. Von der C-Klasse wurden hier die Avon und die Kestrel eingesetzt, um vor allem eine Unterstützung der irischen Aufständischen zu unterbinden.
Im Auslandseinsatz befanden sich bei Kriegsbeginn von der C-Klasse die Whiting und Otter auf der China Station. Der geplante Verkauf der Boote unterblieb bei Kriegsbeginn. Als Einsatzboote setzte die Station aber neuere Boote der River-Klasse ein, die Ende 1914 / Anfang 1915 ins Mittelmeer verlegten. Fünf alte Torpedobootszerstörer blieben zurück, von denen die ehemals chinesische Taku und die Otter 1916 ausgesondert wurden. Whiting der C-, Virago der B- und Fame der D-Klasse blieben bis zum Kriegsende als Wachboote in Hongkong im Dienst.

## Endschicksal
Die nicht mehr in den Überwachungs-Flottillen eingesetzten Boote dienten bis zum Kriegsende in lokalen, kleineren Sicherungseinheiten. Nach Kriegsschluss wurden alle Boote außer Dienst gestellt und bis 1921 zum Abbruch verkauft.

### Die Boote derC-Klasse
| Name              | Bauwerft       | Kiellegung | Stapellauf | in Dienst | Endschicksal |
| ----------------- | -------------- | ---------- | ---------- | --------- | --- |
| Star              | Palmers        | 23.03.1896 | 11.08.1896 | 9.1898    | Juni 1919 zum Abbruch |
| Whiting           | Palmers        | 13.04.1896 | 26.08.1896 | 6.1897    | November 1919 zum Abbruch |
| Bat               | Palmers        | 28.05.1896 | 7.10.1896  | 8.1897    | August 1919 zum Abbruch |
| Chamois           | Palmers        | 28.05.1896 | 9.11.1896  | 11.1897   | am 26. September 1904 gekentert, nachdem ein Propellerblatt ein Loch in den Rumpf schlug                                                    |
| Crane             | Palmers        | 2.08.1896  | 17.12.1896 | 4.1898    | Juni 1919 zum Abbruch |
| Flying Fish       | Palmers        | 9.08.1896  | 4.03.1897  | 6.1898    | August 1919 zum Abbruch |
| Fawn              | Palmers        | 5.09.1896  | 13.04.1897 | 12.1898   | Juli 1919 zum Abbruch |
| Flirt             | Palmers        | 5.09.1896  | 15.05.1897 | 4.1899    | am 27. Oktober 1916 durch deutsche Zerstörer der 6. Halbflottille (S 55, S 53, S 54, G 42, V 70, G 91) an der Doversperre versenkt, 58 Tote |
| Violet            | Doxford        | 13.07.1896 | 3.05.1897  | 6.1898    | Juni 1920 zum Abbruch |
| Sylvia            | Doxford        | 13.07.1896 | 3.07.1897  | 1.1899    | Juli 1919 zum Abbruch |
| Lee               | Doxford        | 4.01,1898  | 27.01.1899 | 3.1901    | am 5. Oktober 1909 nahe Blacksod Bay aufgelaufen und gesunken                                                                               |
| Gipsy             | Fairfield      | 1.10.1896  | 9.03.1897  | 7.1898    | März 1921 zum Abbruch, noch lange als Ponton genutzt                                                                                        |
| Fairy             | Fairfield      | 19.10.1896 | 25.09.1897 | 5.1908    | am 31. Mai 1918 in der Nordsee gesunken nach Versenkung von UC 75                                                                           |
| Osprey            | Fairfield      | 14.11.1896 | 7.04.1897  | 7.1898    | November 1919 zum Abbruch |
| Leven             | Fairfield      | 24.01.1898 | 28.06.1898 | 7.1899    | September 1920 zum Abbruch |
| Falcon            | Fairfield      | 28.06.1899 | 29.12.1899 | 12.1901   | am 1. April 1918 nach Kollision gesunken |
| Ostrich           | Fairfield      | 28.06.1899 | 22.03.1900 | 12.1901   | April 1920 zum Abbruch |
| Avon              | Vickers        | 17.02.1896 | 10.10.1896 | 2.1899    | Juli 1920 zum Abbruch |
| Bittern           | Vickers        | 18.02.1896 | 1.02.1897  | 4.1899    | am 4. April 1918 nach Kollision mit SS Kenilworth vor Portland Bill gesunken, 75 Tote (?)                                                   |
| Otter             | Vickers        | 9.06.1896  | 23.11.1896 | 3.1900    | Oktober 1916 in Hongkong zum Abbruch |
| Leopard           | Vickers        | 10.06.1896 | 20.03.1897 | 7.1899    | Juni 1919 zum Abbruch |
| Vixen             | Vickers        | 7.09.1899  | 29.03.1900 | 3.1902    | März 1921 zum Abbruch |
| Cheerful          | Hawthorn       | 7.09.1896  | 14.07.1897 | 2.1900    | am 30. Juni 1917 vor den Shetlandinseln nach Minentreffer gesunken, 44 Tote                                                                 |
| Mermaid           | Hawthorn       | 7.09.1896  | 22.02.1898 | 6.1908    | Juli 1919 zum Abbruch |
| Greyhound         | Hawthorn       | 18.07.1899 | 6.10.1900  | 01.1902   | Juni 1920 zum Abbruch |
| Racehorse         | Hawthorn       | 23.10.1899 | 8.11.1900  | 3.1902    | März 1920 zum Abbruch |
| Roebuck           | Hawthorn       | 2.10.1899  | 4.01.1901  | 03.1902   | 1919 verschrottet |
| Brazen            | J.& G. Thomson | 18.10.1895 | 3.07.1896  | 7.1900    | November 1919 zum Abbruch |
| Electra           | J & G Thomson  | 18.10.1895 | 14.07.1896 | 7.1900    | April 1920 zum Abbruch |
| Recruit           | J & G Thomson  | 18.10.1895 | 22.08.1896 | 10.1900   | am 1. Mai 1915 durch UB 6 in der Themsemündung versenkt, 39 Tote                                                                            |
| Vulture           | J & G Thomson  | 26.11.1895 | 22.03.1898 | 5.1900    | Mai 1919 zum Abbruch |
| Kestrel           | J & G Thomson  | 2.09.1896  | 25.03.1898 | 3.1910    | März 1921 zum Abbruch |
| Thorn             | J. Brown & Co  |            | 17.03.1900 | 6.1901    | 1919 verschrottet |
| Tiger             | J. Brown       |            | 19.05.1900 | 6.1901    | am 2. April 1908 nach Kollision mit HMS Berwick vor St. Catherine's Point gesunken, 28 Tote                                                 |
| Vigilant          | J. Brown       |            | 16.08.1900 | 6.1901    | Februar 1920 zum Abbruch |
| Bullfinch         | Earle          | 17.09.1896 | 10.02.1898 | 6.1901    | Juni 1919 zum Abbruch |
| Dove              | Earle          | 17.09.1896 | 21.03.1898 | 7.1901    | Januar 1920 zum Abbruch |
| Viper             | Hawthorn       | 1898       | 6.09.1899  | 1900      | am 3. August 1901 nahe Alderney aufgelaufen und gesunken                                                                                    |
| Velox (ex-Python) | Hawthorn       | 1.04.1901  | 11.02.1902 | 2.1904    | am 25. Oktober 1915 beim Feuerschiff Nab nach Minentreffer gesunken, 4 Tote                                                                 |
| Albatross         | Thornycroft    | 27.11.1896 | 19.07.1898 | 7.1900    | Juni 1920 zum Abbruch |